# Piotr Piekarski
Piotr Piekarski (* 10. April 1964 in Brusy) ist ein ehemaliger polnischer Leichtathlet, der sich auf den 800-Meter-Lauf spezialisiert hatte. Er gewann eine Bronzemedaille bei Europameisterschaften.

## Sportliche Laufbahn
Der 1,80 Meter große Piotr Piekarski startete für Zawisza Bydgoszcz. Er gewann acht polnische Meistertitel über 800 Meter in den Jahren 1985, 1988 bis 1991 und 1993 bis 1995. 1987 wurde er Hallenmeister.
Seine internationale Karriere begann bei den Junioreneuropameisterschaften 1983 in Schwechat, als Piekarski die Silbermedaille hinter dem Briten Ikem Billy gewann. Anfang 1984 bei den Halleneuropameisterschaften in Göteborg belegte Piekarski den sechsten Platz.
1990 bei den Europameisterschaften in Split gewann Piekarski sowohl seinen Vorlauf als auch sein Halbfinale. Im Endlauf siegten die Briten Tom McKean und David Sharpe vor Piekarski, der die Ziellinie mit 0,05 Sekunden Vorsprung vor dem viertplatzierten Andrei Sudnik aus der Sowjetunion überquerte. Im Jahr darauf bei den Weltmeisterschaften 1991 in Tokio erreichte Piekarski als bester Europäer den fünften Platz mit 0,77 Sekunden Rückstand auf den Drittplatzierten. Im August 1992 bei den Olympischen Spielen in Barcelona wurde Piekarski in seinem Zwischenlauf disqualifiziert. 1994 schied Piekarski bei den Europameisterschaften in Helsinki im Vorlauf aus.

## Persönliche Bestzeiten
- 800 Meter: 1:45,20 Minuten, 9. September 1990, Rieti
- 1000 Meter: 2:19,92 Minuten, 8. August 1989, Budapest